# IC 176
IC 176 ist eine Spiralgalaxie vom Hubble-Typ Sc im Sternbild Walfisch südlich des Himmelsäquators. Sie ist schätzungsweise 200 Millionen Lichtjahre von der Milchstraße entfernt und hat einen Durchmesser von etwa 110.000 Lj.

Im selben Himmelsareal befindet sich u. a. die Galaxie IC 185.
Das Objekt wurde am 3. Dezember 1891 vom französischen Astronomen Stéphane Javelle entdeckt.